# Zoë Wanamaker
Zoë Wanamaker (ur. 13 maja 1949 w Nowym Jorku) – amerykańska aktorka filmowa, telewizyjna i teatralna, znana m.in. z roli Rolandy Hooch w serii filmów o Harrym Potterze.
Dwukrotna laureatka Laurence Olivier Award (1979, 1998), trzykrotnie nominowana do Nagrody BAFTA i czterokrotnie do teatralnej nagrody Tony.

## Życiorys
Zoë Wanamaker urodziła się w Nowym Jorku w rodzinie kanadyjskiej aktorki Charlotte Holland oraz amerykańskiego aktora, reżysera i producenta Sama Wanamakera. W 1952 wraz z rodzicami na stałe przeniosła się do Wielkiej Brytanii.  
Kształciła się w King Alfred School w Hampstead oraz Hornsey College of Art, po czym rozpoczęła naukę w Central School of Speech and Drama. W latach 1976–1984 była członkiem zespołu Royal Shakespeare Company. W 1981 otrzymała pierwszą nominację do nagrody Tony za rolę w broadwayowskiej produkcji Piaf u boku Jane Lapotaire. Od lat 70. występuje również w brytyjskich produkcjach filmowych i telewizyjnych.  
Przełomem w jej karierze była główna rola w serialu telewizyjnym Love Hurts (1991–1994). W latach 2000–2011 odgrywała jedną z głównych ról w sitcomie Moja rodzinka. Między 2006 a 2013, zagrała rolę Ariadny Oliver w sześciu odcinkach serialu kryminalnego Poirot, będącego ekranizacją powieści Agathy Christie.
W 2023 roku powróciła na scenę Broadwayu w sztuce Sharr White Pictures From Home u boku Nathana Lane'a i Danny'ego Bursteina. 
Została odznaczona Orderem Imperium Brytyjskiego (2001). 

### Życie prywatne
W 1994 roku poślubiła brytyjskiego aktora Gawna Graingera. Para jest bezdzietna.

## Filmografia (wybór)
- 2024: Kartoteka policyjna (Criminal Record)

- 2021–2023: Cień i kość (Shadow and Bone)
- 2018–2021: Brytania (Britannia)
- 2015: Pan Selfridge (Mr. Selfridge)
- 2013: Wodehouse in Exile

- 2011: Mój tydzień z Marilyn (My Week with Marilyn)
- 2010: Cudowne życie po życiu (It's a Wonderful Afterlife)
- 2005–2013: Poirot
- 2005–2006: Doktor Who
- 2005: Panna Marple: Morderstwo odbędzie się... (Marple: A Murder Is Announced)
- 2004: Pięcioro dzieci i „coś” (Five Children and It)
- 2001: Harry Potter i Kamień Filozoficzny jako Rolanda Hooch (Harry Potter and the Sorcerer’s Stone)
- 2000–2011: Moja rodzinka (My Family)
- 1999: David Copperfield jako Jane Murdstone
- 1997: Wilde. Historia pisarza (Wilde)
- 1995: The English Wife
- 1992–1994: Love Hurts
- 1991: Główny podejrzany (Prime Suspect)
- 1990: Othello
- 1987: Biedna mała bogata dziewczynka (Poor Little Rich Girl: The Barbara Hutton Story)
- 1985: Na krawędzi mroku (Edge of Darkness)
- 1982: Za drzwiami Trzeciej Rzeszy (Inside the Third Reich)
- 1979: Tales of the Unexpected
- 1977: A Christmas Carol
- 1974: Jennie: Lady Randolph Churchill